# John Mann (musiker)
John Fraser Mann, född 18 september 1962 i Calgary, Alberta, död 20 november 2019 i Vancouver, British Columbia, var en kanadensisk sångare, skådespelare och låtskrivare. Han var mest känd för att ha varit frontfigur för folkrockbandet Spirit of the West.

År 1983 beslöt Mann och Geoffrey Kelly att de bildar bandet Spirit of the West. Mann hade flyttat till Vancouver för att studera teater vid Studio 58.
Mann diagnosticerades med Alzheimers sjukdom när han var 50 år gammal.

## Diskografi
- 2002 – Acoustic Kitty
- 2007 – December Looms
- 2014 – The Waiting Room